# Humanos Tour
Humanos Tour é um álbum ao vivo da banda de rock cristão Oficina G3, lançado em 2024.

## Antecedentes

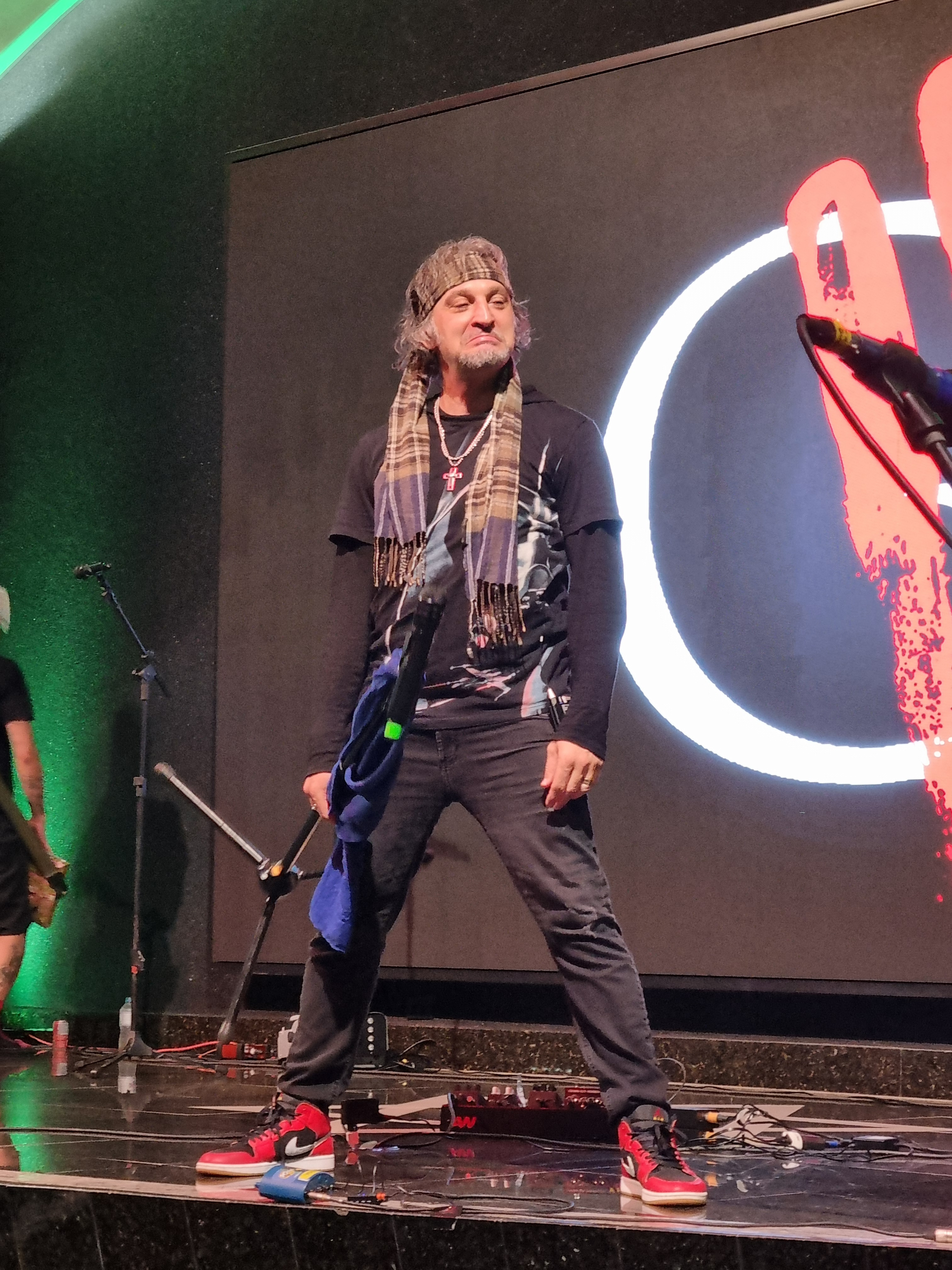
PG atuou como vocalista da maior parte das faixas de Humanos Tour.

Após o lançamento de Histórias e Bicicletas - O Filme (2015), a banda Oficina G3 seguiu fazendo shows e anunciando material inédito para 2016. Os lançamentos de singles como "Tudo É Vaidade" e "João" se deram aos poucos, e caracterizaram os primeiros projetos do grupo liberados de forma independente, após encerrarem um contrato com a gravadora MK Music, pela qual mantinham desde 2000. Em 2017, o grupo anunciou um hiato, com a apresentação de um show retrospectivo de 30 anos de carreira com a participação de ex-integrantes. Em 2018, a banda acabou por promover outro show do gênero para ajudar o ex-vocalista Túlio Régis, que estava com câncer. O músico morreu em 2021.
Durante o hiato, especulações e boatos de que o vocalista Mauro Henrique deixaria o grupo começaram a se intensificar no segmento evangélico. O cantor começou a liberar projetos solo, enquanto a Oficina G3 não lançava um álbum inédito há tempos. A saída de Mauro foi anunciada publicamente em 2020, em uma live ocorrida no site da banda. Logo após a saída de Mauro, a banda promoveu uma reunião com o ex-vocalista PG e o ex-baterista Walter Lopes e uma turnê, que foi adiada para 2022 por conta da pandemia de COVID-19 no Brasil.

## Produção
Humanos Tour foi produzido durante a turnê homônima ocorrida em 2022, em comemoração aos 20 anos do álbum Humanos. Lançado em 2002, o projeto foi o último registro de inéditas com PG como vocalista e o primeiro após a saída de Walter Lopes. Em 2003, PG tinha deixado a banda, uma saída que foi considerada conturbada pelos demais integrantes e cuja reconciliação foi lenta, e publicizada pela participação de Juninho Afram no álbum S.E.T.E (2015). Os shows, então, contaram com as músicas de Humanos, mas também faixas de O Tempo (2000), maior sucesso comercial da história da Oficina G3 e último projeto com Lopes como baterista. Walter alternou a bateria com Lufeh, que substituiu-o nos projetos sucessores do grupo. Nas apresentações da turnê, também contaram com a participação do guitarrista Mateus Asato.
Concomitantemente a turnê, foi produzido um documentário sobre os shows e a relação com a banda. A produção chegou a ser exibida em cinemas brasileiros da rede Cinemark durante o ano de 2023.

## Lançamento e recepção
| Críticas profissionais | Críticas profissionais |
| Avaliações da crítica  | Avaliações da crítica  |
| Fonte                  | Avaliação              |
| ---------------------- | ---------------------- |
| Super Gospel           | [ 14 ]                 |

Humanos Tour, como álbum, saiu em 7 de maio de 2024 nas plataformas digitais. Na mesma semana, a banda publicou o filme documentário completo da turnê em seu canal no YouTube, como vídeos das faixas do projeto ao vivo.
Em crítica para o Super Gospel, Tiago Abreu atribuiu uma cotação de 4 de 5 estrelas para o álbum, argumentando que o álbum celebra importantes marcos da discografia do grupo com energia e entrosamento. PG, em especial, é elogiado por sua versatilidade e capacidade de unir a banda no palco. A crítica observa que Humanos Tour não apenas comemora o legado da banda, mas também sugere um potencial de renovação ao reatar laços e revisitar repertórios antigos.

## Faixas
1. "Onde Está"
2. "Ingratidão / Apostasia"
3. "Desculpas"
4. "Brasil / Hey Você"
5. "Te Escolhi"
6. "Minha Luta"
7. "Ele Se Foi"
8. "O Caminho"
9. "Necessário"
10. "Atitude / Simples"
11. "Ele Vive"
12. "Sempre Mais / Preciso Voltar"
13. "Memórias"
14. "Perfeito Amor"
15. "O Tempo"
16. "Espelhos Mágicos"
17. "Até Quando (Humanos)"

## Ficha técnica
A seguir estão listados os músicos e técnicos envolvidos na produção de Humanos Tour:.
Banda
- Juninho Afram - vocal, guitarra, violão
- Duca Tambasco - baixo e vocal
- Jean Carllos - teclado e vocal

Músicos convidados
- Walter Lopes - bateria
- PG - vocal, violão
- Lufeh - bateria
- Mateus Asato - guitarra